# Maqat Aūdany
Maqat Aūdany är ett distrikt i Kazakstan.   Det ligger i oblystet Atyraw, i den västra delen av landet, 1 400 km väster om huvudstaden Astana.